# 片岡優香
片岡 優香（かたおか ゆうか、1981年10月3日 - ）は、日本のタレント。チーズプロフェッショナル。ライター。愛媛県生まれ、千葉県育ち。フロムファーストプロダクション、アヴリルを経て独立。Iris（イリス）で活動中。

## 人物
身長163cm、浦安市出身。
東京学館浦安高校卒業。「ゆうかぴん」という愛称で呼ばれるC.P.Aチーズプロフェッショナル。チーズの専門家(チーズの女王)でもあり、父親はホテル経営、コンサル、不動産業を営み、兄にジャーナリストで格闘家の片岡亮が、従兄弟にレーサー・モータージャーナリストの中谷明彦がいる。
趣味は猫、食べ歩き、一人旅（ヨーロッパ を中心とする）途中下車、動物と戯れる、詩を書くこと、ボディボード、キューピー集め、曲作り、ビリヤード。特技は歌（昭和歌謡や洋楽まで幅広く）、即興で歌を作ること、オリジナル料理、ボディーボード、ゴロ合わせ。セイウチ、亀。

## 来歴
- 1990年、9歳の時に子役として映画デビュー。
- 2001年ミス浦安グランプリ受賞。ユニットMiss-UとしてCDデビューを果たす。
- 芸能人として初めてチーズプロフェッショナルの資格を取得。
- 2002年よりフロムファーストプロダクションに所属。

## 受賞
- 2000年 第23回ミス浦安コンテスト グランプリ受賞

### ミス浦安としての主な活動
- ユニット名 MISS-U にてライブ活動、及び、CDデビュー（曲名：LOVE MY TOWN、作詞：kousaku、作曲：林田健司）
- 宇崎竜童前座ライブ
- FM浦安 Monday MISS-Uパーソナリティー
- TBS「ワンダフル」おミスの花道出演
- 石田純一の東京隠れ家マップ出演
- 東京FM BAY ゲスト出演
- ライブ多数 PV制作
- 朝日新聞
- 夕刊フジ

## 主な活動
- 映画2000X年翔

- TBS 「月曜ミステリー劇場 女金融道」
- TBS 「一攫千金」
- NHK ドラマ 「ニコニコ日記」 倉田マミ 役
- 劇場版 「怪談新耳袋 『約束』」 横川綾乃 役
- TBS 「銀河鉄道に乗って」 ミチコ、カオルコ 二役
- TBS 「恋文」
- CM 「日清」 健多郎 速水もこみちver
- CM 爽健美茶
- CM SONY mobile 「 Xperia AX」

- 料理科 コロッセオ KOSE
- AneCan（小学館）創刊ポスター
- Ane Can モルディブ グラビア
- 芸能BANG
- KOSE エスプリーク プレシャス ドラマティカルベール パクト UVラスティング
- バカリズム THE MOVIE
- 写真集 「月刊 片岡優香」
- iTunes 配信 「モテモテチーズ」
- 着ボイス 「片岡優香チーズボイス」
- 情報番組 PON
- HTV 「情報サプリ」
- HTV 「イチオシ」

- 舞台「寺山修司という世界」

- 舞台 「その嘘にリボンを」
- 舞台 「罪人」
- 舞台 シェイクスピア「夏の夜の夢」
- 舞台 「ロミオとジュリエット」
- 舞台 「ハレクイネイド」
- ザ・プリンス パークタワー東京】片岡優香監修「フロマージュフェア」開催
- 京王プラザホテル 会報誌 PLAZA SMILE

春の号 C.P.A チーズプロフェッショナル 
片岡優香×デュオフルシェット料理長 友國稔行シェフ対談